# 越南芋属
越南芋属（学名：Vietnamocasia）是天南星科的一个属，是种开花植物。该植物原产于越南，目前仅有一个种，即越南芋（Vietnamocasia dauae）